# 哈羅德·華盛頓圖書館-州／范布倫站
哈羅德·華盛頓圖書館-州／范布倫站（英語：Harold Washington Library-State/Van Buren station）是芝加哥地鐵棕線、橙線、粉紅線及紫線的地鐵站。起初地鐵站有計劃連接哈羅德·華盛頓圖書館大廈二樓，但從未興建。此站可以免費轉乘藍線的傑克遜站及紅線的傑克遜站。車站剛在1897年啟用時起初稱為「州／范布倫」。原初的車站在1973年9月2日連同其餘6個車站因客量低迷一同關閉，並在1975年拆除。新車站重建後在1997年6月22日重開，以服務哈羅德·華盛頓圖書館。芝加哥交通局在2010年10月6日一致通過將站名改為現時站名。

## 外部連結
维基共享资源上的相關多媒體資源：哈羅德·華盛頓圖書館-州／范布倫站
- Harold Washington Library-State/Van Buren Station Page（页面存档备份，存于）
- Historic American Engineering Record (HAER) No. IL-1-B, "Union Elevated Railroad, State Street Station"

Template:CTA web
- Dearborn Street exit-only stairs from Google Maps Street View（页面存档备份，存于）
- State Street entrance from Google Maps Street View（页面存档备份，存于）